# Mesochorus luminis
Mesochorus luminis är en stekelart som beskrevs av Schwenke 1999. Mesochorus luminis ingår i släktet Mesochorus och familjen brokparasitsteklar. Inga underarter finns listade i Catalogue of Life.